# Olympische Sommerspiele 1960/Teilnehmer (Bahamas)
| Gelbes Symbol für Goldmedaillen mit stilisierten Olympischen Ringen | Graues Symbol für Silbermedaillen mit stilisierten Olympischen Ringen | Braundes Symbol für Bronzemedaillen mit stilisierten Olympischen Ringen |
| ------------------------------------------------------------------- | --------------------------------------------------------------------- | ----------------------------------------------------------------------- |
| —                                                                   | —                                                                     | —                                                                       |

Die Bahamas nahmen an den Olympischen Sommerspielen 1960 in der italienischen Hauptstadt Rom mit einer Delegation von 13 männlichen Sportlern an acht Wettbewerben in zwei Sportarten teil.
Jüngster Athlet war der Leichtathlet Hugh Bullard (18 Jahre und 172 Tage), ältester Athlet war der Segler Roy Ramsay (47 Jahre und 336 Tage). Es war die dritte Teilnahme an Olympischen Sommerspielen für das Land. 

## Teilnehmer nach Sportarten

### Leichtathletik
- Hugh Bullard
  - 400 Meter Lauf

Runde eins: ausgeschieden in Lauf drei (Rang sechs), 51,1 Sekunden (handgestoppt), 51,20 Sekunden (automatisch gestoppt)

- Tom Robinson
  - 100 Meter Lauf

Runde eins: in Lauf fünf (Rang eins) für das Viertelfinale qualifiziert, 10,5 Sekunden (handgestoppt), 10,68 Sekunden (automatisch gestoppt)
Viertelfinale: in Lauf eins (Rang zwei) für das Halbfinale qualifiziert, 10,6 Sekunden (handgestoppt), 10,76 Sekunden (automatisch gestoppt)
Halbfinale: ausgeschieden in Lauf eins (Rang fünf), 10,5 Sekunden (handgestoppt), 10,69 Sekunden (automatisch gestoppt)
  - 200 Meter Lauf

Runde eins: in Lauf sieben (Rang zwei) für das Viertelfinale qualifiziert, 21,4 Sekunden (handgestoppt), 21,56 Sekunden (automatisch gestoppt)
Viertelfinale: in Lauf eins (Rang drei) für das Halbfinale qualifiziert, 21,2 Sekunden (handgestoppt), 21,32 Sekunden (automatisch gestoppt)
Halbfinale: ausgeschieden in Lauf eins (Rang fünf), 21,5 Sekunden (handgestoppt), 21,67 Sekunden (automatisch gestoppt)

### Segeln
5,5-m-R-Klasse
- Ergebnisse
Finale: 3.024 Punkte, Rang acht
Rennen eins: 535 Punkte, 2:56:30 Stunden, Rang sieben
Rennen zwei: 266 Punkte, 2:43:59 Stunden, Rang 13
Rennen drei: 338 Punkte, 2:35:43 Stunden, Rang elf
Rennen vier: 204 Punkte, 2:53:04 Stunden, Rang 15
Rennen fünf: 602 Punkte, 2:26:02 Stunden, Rang sechs
Rennen sechs: 1.079 Punkte, 2:17:22 Stunden, Rang zwei
Rennen sieben: 204 Punkte, 2:26:18 Stunden, Rang 15
- Mannschaft
Basil Kelly
Roy Ramsay
Robert Symonette

Drachen
- Ergebnisse
Finale: 2.159 Punkte, Rang 18
Rennen eins: 277 Punkte, 3:44:56, Rang 18
Rennen zwei: 210 Punkte, 2:10:30, Rang 21
Rennen drei: 302 Punkte, 2:55:36, Rang 17
Rennen vier: 302 Punkte, 3:10:26, Rang 17
Rennen fünf: 629 Punkte, 2:37:26, Rang acht
Rennen sechs: 418 Punkte, 2:32:27, Rang 13
Rennen sieben: 231 Punkte, 2:42:30, Rang 20
- Mannschaft
Godfrey Kelly
Maurice Kelly
Percival Knowles

Flying-Dutchman
- Ergebnisse
Finale: 1.499 Punkte, Rang 25
Rennen eins: 416 Punkte, 2:34:52 Stunden, Rang 15
Rennen zwei: 101 Punkte, Rennen nicht beendet (DNF)
Rennen drei: 194 Punkte, 2:23:18 Stunden, Rang 25
Rennen vier: 250 Punkte, 2:51:42 Stunden, Rang 22
Rennen fünf: 177 Punkte, 2:24:36 Stunden, Rang 26
Rennen sechs: 250 Punkte, 2:26:31 Stunden, Rang 22
Rennen sieben: 212 Punkte, 2:20:27 Stunden, Rang 24
- Mannschaft
Godfrey Lightbourn
Sigmund Pritchard

Star
- Ergebnisse
Finale: 5.282 Punkte, Rang sechs
Rennen eins: 475 Punkte, 2:49:27 Stunden, Rang elf
Rennen zwei: 1.516 Punkte, 2:28:46 Stunden, Rang eins
Rennen drei: 1.039 Punkte, 2:22:01 Stunden, Rang drei
Rennen vier: 370 Punkte, 2:52:59 Stunden, Rang 14
Rennen fünf: 475 Punkte, 2:32:58 Stunden, Rang elf
Rennen sechs: 1.039 Punkte, 2:31:29 Stunden, Rang drei
Rennen sieben: 738 Punkte, 2:24:47 Stunden, Rang sechs
- Mannschaft
Sloane Farrington
Durward Knowles

Einzel
- Kenneth Albury
  - Finn-Dinghi

Finale: 5.092 Punkte, Rang acht
Rennen eins: 566 Punkte, 1:50:38 Stunden, Rang zwölf
Rennen zwei: 183 Punkte, 2:10:59 Stunden, Rang 29
Rennen drei: 604 Punkte, 1:43:25 Stunden, Rang elf
Rennen vier: 946 Punkte, 2:15:37 Stunden, Rang fünf
Rennen fünf: 1.645 Punkte, 1:52:15 Stunden, Rang eins
Rennen sechs: 800 Punkte, 1:52:32 Stunden, Rang sieben
Rennen sieben: 531 Punkte, 1:53:45 Stunden, Rang 13